# Chirikof
Chirikof (il cui nome nativo era Ukamok) è un'isola situata nel golfo dell'Alaska, la più meridionale isola dell'arcipelago Kodiak.
Si trova circa 130 km a sud-ovest di Kodiak. Amministrativamente appartiene al Borough di Kodiak Island. Dal 1980 fa parte dell'Alaska Maritime National Wildlife Refuge.
L'isola è lunga 18 km e larga 11 km, ha una superficie di circa 115 km² e il suo punto più alto tocca i 300 m s.l.m.. È stata così chiamata, nel 1798, da George Vancouver in onore di Aleksej Il'ič Čirikov che aveva partecipato alla spedizione di Vitus Bering nel 1741.